# De Tuutjefloiters
De Tuutjefloiters was een muzikaal trio afkomstig uit Termunterzijl. Zij zongen in de Groningse streektaal en waren daardoor met name populair in de provincie Groningen en het grensgebied met Drenthe.

## Geschiedenis
Het trio begon in 1985 en bracht liedjes in het Gronings, qua teksten en sfeer vergelijkbaar met Ede Staal, een tijdgenoot en vriend die hen hielp met het uitbrengen van hun platen. De liedjes van An Kuiper zijn soms vrolijk met een luchtige tekst, maar meestal serieuzer en melancholisch van aard. 
De band stopte in 1994, toen An Kuiper verhuisde naar 's-Hertogenbosch.
Om de traditie van het zingen in de streektaal levend te houden werd het Tuutjefloiters Festival begonnen, dat gedurende elf jaar plaats had in 't Kielzog in Hoogezand. In 2004 was de laatste aflevering, waarna het evenement in 2005 opgevolgd werd door het Groninger taLENTEnfestival.
Geert Kuiper overleed op 22-02-2018.
25 jaar na hun afscheid in 1994 is er een verzamel-cd met de mooiste liedjes verschenen, naar aanleiding van de documentaire over De Tuutjefloiters “Fluustern in de Wind’, gemaakt door het Filmcollectief Groningen (Rockumentary). 

## Leden
- Geert Kuiper (accordeon)
- An Kuiper (zang)
- Fransien Kuiper (zang)[3]

An Kuiper werd in 2001 onderscheiden met de K. ter Laan Prijs 2000, onder meer voor haar rol als tekstschrijver voor De Tuutjenfloiters.

## Trivia
De Tuutjenfloiters zijn opgenomen in de "Groninger Encyclopedie".

## Discografie
- 1985: Tuutjefloiten Bie 'T Zieldaip
- 1987: In 't Fluustern van de Wind
- 1988: Van Heuren Tot Zingen
- 1989: Polderlaand
- 1994: Verleden Tied?[6]
- 2022: Laidjes om nait te vergeten